# Silmarillion
Silmarillion (The Silmarillion) är en bok av J.R.R. Tolkien, sammanställd av hans son Christopher Tolkien och utgiven postumt 1977. Historierna spänner över sex tidsåldrar (tiden före Arda, Ardas mörker, Arda i pelarnas ljus, trädens tidsålder samt solens första och andra ålder). Silmarillion är ett mytologiskt verk om Tolkiens värld. Den utspelar sig långt före händelserna i Bilbo – En hobbits äventyr och Sagan om ringen, Sagan om de två tornen och Sagan om konungens återkomst. Titeln kommer från de mystiska ädelstenarna silmarillerna – krigen om dessa stenar utgör en stor del av handlingen.

## Handling

### Ainulindalë
I Ainulindalë ("ainurs musik") presenteras Ilúvatar (Eru) som är den skapande guden. Ur sina tankar skapar han ainur, en form av andevarelser som påminner om den judisk/kristna traditionens änglar. Arda (världen) skapas som en manifestation av ainurs sång. Ainur erbjuds att stiga ned till världen. De främsta av ainur som stiger ned till världen blir valar, medan de lägre stående blir maiar.

### Valaquenta
I Valaquenta beskrivs valar och det inledande arbete de utförde i Arda. Det finns 13 valar: Manwë, Varda, Ulmo, Yavanna, Aulë, Mandos, Nienna, Oromë och ytterligare fem av lägre rang. Varje vala har likt gudarna i polyteistiska religioner ett ansvarsområde. Melkor var ursprungligen en vala men uteslöts när han blev ondskans herre.

### Quenta Silmarillion
Längst österut i Midgård föddes en dag de första alverna. De var människoliknande varelser, men vackrare och odödliga. En del av dem började vandra mot valars land Aman, och de kallades eldar. Vandringen genom Midgård var lång, men till slut kom en del av alverna till Aman. Senare föddes de första människorna, som till skillnad från alverna var dödliga. De fick inte komma till Aman, utan spreds ut över Midgård.
Alverna var delade i tre släkten: vanyar, noldor och teleri. En av noldoralverna, Fëanor, skapade en sorts lysande ädelstenar som var mycket vackra – silmarillerna. Mörkrets härskare Melkor stal de tre silmarillerna och det ledde till att alla alver av Fëanors släkte noldor lämnade Aman där de bodde för att färdas till Midgårds västra del, Beleriand, och föra krig mot Melkor där. Större delen av Silmarillion berättar sedan om krigen i Midgård mellan Melkor och noldor. Första åldern slutar med att valar kommer med sina alvarméer från Aman för att bekämpa Melkor. Detta vredens krig slutar med att Melkor besegras och förvisas från världen. Beleriand dränks i havet och kusten flyttas därmed österut till den kustlinje som gäller då Sagan om ringen utspelar sig i tredje åldern.
I Silmarillion finns flera berättelser om hjältar som verkade i Midgård under den här tiden. Här finns berättelsen om den vackra alvkvinnan Lúthien och människomannen Beren, som var förälskade och tillsammans stal en silmarill från Melkor själv. Här kan man läsa om människan Túrin som var en av tidernas störste krigare men som fick en förbannelse över sig från Melkor, så att han drog död och undergång med sig var han än färdades. I Silmarillion berättas också om Eärendil som reste till Aman för att be valar att dra ut i krig mot Melkor och rädda Midgårds invånare från ondskan.

### Akallabeth
I Akallabêth berättas om människoriket Númenors uppgång och fall under andra åldern.

### Om maktens ringar och tredje åldern
Det sista avsnittet ger en bakgrund till händelserna i Sagan om ringen och Bilbo – En hobbits äventyr i tredje åldern.

## Tillkomst
J.R.R. Tolkien skrev berättelserna som utgör Silmarillion under större delen av sitt liv. De första kända fragmenten skrevs vid första världskrigets slut och när han dog 1973 efterlämnade han en enorm mängd manuskript, ofta med flera motsägande versioner av samma berättelse. Det blev sonen Christopher Tolkien som redigerade och gav ut detta material i bokform.

## Andra versioner
Tidiga versioner av flera berättelser har publicerats i De förlorade sagornas bok. Andra versioner har även publicerats i Sagor från Midgård. En längre version av berättelsen om Túrin och Nienor publicerades 2006 i volymen Húrins barn.

## Influenser på populärkultur
Flera band och artister har gjort musik med direkta eller indirekta referenser till Silmarillion. Ett exempel är den tyska power metal-gruppen Blind Guardians konceptalbum Nightfall in Middle-Earth från 1998, som helt baseras på boken, såväl i samtliga musikspår som i talsekvenser däremellan. Svenska vokalgruppen Riltons Vänner sjunger med en indirekt koppling till bokens början i låten "Folket från Eä", skriven av Peter Sydén, från deras album Här är passion från 2005. Det brittiska progrockbandet Marillion har tagit sitt namn från Silmarillion.